# Hermann Breith
Hermann Breith (ur. 7 maja 1892 w Pirmasens, zm. 3 września 1964 w Wachtbergu) – niemiecki generał wojsk pancernych, służył w czasie II wojny światowej. Breith dowodził III. Panzerkorps.

## Odznaczenia
- Order Rodu Hohenzollernów
- Odznaka za Rany - czarna
- Krzyż Żelazny
  - II klasa
  - I klasa
- Krzyż Rycerski Krzyża Żelaznego z Liśćmi Dębu i Mieczami
  - Krzyż Rycerski (3 lipca 1940)
  - 69. Liście Dębu (31 stycznia 1942)
  - 48. Miecze (21 stycznia 1944)

## Literatura
- das-ritterkreuz.de. [w:] Hermann Breith [on-line]. [dostęp 2007-11-25].
- Berger, Florian, Mit Eichenlaub und Schwertern. Die höchstdekorierten Soldaten des Zweiten Weltkrieges. Selbstverlag Florian Berger, 2006. ISBN 3-9501307-0-5.
- Fellgiebel, Walther-Peer. Die Träger des Ritterkreuzes des Eisernen Kreuzes 1939-1945. Friedburg, Germany: Podzun-Pallas, 2000. ISBN 3-7909-0284-5.
- Patzwall, Klaus D. and Scherzer, Veit: Das Deutsche Kreuz 1941 – 1945 Geschichte und Inhaber Band II (The German Cross 1930–1945: History and holders, vol. 2). Norderstedt, Germany: Verlag Klaus D. Patzwall, 2001. ISBN 3-931533-45-X.